# 1989년 일본 프로 야구 올스타전
1989년 일본 프로 야구 올스타전은 1989년 7월 25일과 7월 26일에 열린 일본 프로 야구의 올스타전 경기이다. 정식 명칭은 1989 산요 올스타 게임(1989 サンヨー オールスターゲーム, 1989 SANYO ALL STAR GAME).

## 개요
전년도에 3년 연속 일본 시리즈 정상에 오른 세이부 라이온스의 모리 마사아키 감독이 퍼시픽 리그 올스타팀을 지휘했고 센트럴 리그 우승을 이끈 주니치 드래건스의 호시노 센이치 감독이 센트럴 리그 올스타팀의 지휘를 맡았다. 1월 7일에 쇼와 천황이 붕어하면서 연호가 쇼와에서 헤이세이로 바뀌었고 프로 야구계에도 오릭스 브레이브스와 후쿠오카 다이에 호크스가 창단하여 26년 간 3경기제였던 올스타전이 이 해부터 2경기로 단축됐다.
1차전에서는 베테랑 투수인 무라타 조지(롯데)가 대활약을 펼쳤는데 무라타는 퍼시픽 올스타팀의 선발 투수로서 3이닝을 2피안타와 삼진 3개, 무실점의 호투로 자신의 첫 올스타전 MVP에 선정되는 영예를 안았다. 2차전에서는 센트럴 올스타팀의 감독이자 호시노 감독의 소속팀인 주니치가 분기했는데 특히 히코노 도시카쓰, 우노 마사루, 나카무라 다케시 등이 공격과 수비에 맹활약을 보였다. 히코노는 3회에 퍼시픽 올스타팀의 상대 투수인 니시자키 유키히로(닛폰햄)를 상대로 솔로 홈런을 때려내 2차전 MVP에 선정됐다.

## 출장 선수
| 센트럴 리그 | 센트럴 리그        | 센트럴 리그 | 센트럴 리그 |
| ----------- | ------------------ | ----------- | ----------- |
| 감독        | 호시노 센이치      | 주니치      |             |
| 코치        | 후지타 모토시      | 요미우리    |             |
| 코치        | 야마모토 고지      | 히로시마    |             |
| 투수        | 오바나 다카오      | 야쿠르트    | 4           |
| 투수        | 니시모토 다카시    | 주니치      | 7           |
| 투수        | 마키하라 히로미    | 요미우리    | 2           |
| 투수        | 구와타 마스미      | 요미우리    | 3           |
| 투수        | 사이토 마사키      | 요미우리    | 첫 출장     |
| 투수        | 쓰다 쓰네미        | 히로시마    | 5           |
| 투수        | 나가토미 히로시    | 히로시마    | 첫 출장     |
| 투수        | 가와구치 가즈히사  | 히로시마    | 5           |
| 투수        | 나카야마 히로아키  | 다이요      | 2           |
| 투수        | 나이토 나오유키    | 야쿠르트    | 첫 출장     |
| 투수        | 야마모토 마사히로▲ | 주니치      | 첫 출장     |
| 포수        | 나카오 다카요시    | 요미우리    | 3           |
| 포수        | 나카무라 다케시    | 주니치      | 2           |
| 포수        | 다쓰카와 미쓰오    | 히로시마    | 5           |
| 1루수       | L. 패리쉬          | 야쿠르트    | 첫 출장     |
| 2루수       | 시노즈카 도시오    | 요미우리    | 8           |
| 3루수       | 오카자키 가오루    | 요미우리    | 첫 출장     |
| 유격수      | 이케야마 다카히로  | 야쿠르트    | 2           |
| 내야수      | 오치아이 히로미쓰  | 주니치      | 9           |
| 내야수      | 우노 마사루        | 주니치      | 2           |
| 내야수      | 쇼다 고조          | 히로시마    | 3           |
| 내야수      | 와다 유타카        | 한신        | 첫 출장     |
| 내야수      | 오카다 아키노부    | 한신        | 7           |
| 외야수      | 하라 다쓰노리      | 요미우리    | 9           |
| 외야수      | W. 크로마티        | 요미우리    | 2           |
| 외야수      | 이노우에 신지      | 요미우리    | 첫 출장     |
| 외야수      | 히코노 도시카쓰    | 주니치      | 첫 출장     |
| 외야수      | 야마자키 겐이치    | 다이요      | 첫 출장     |
| 외야수      | 히로사와 가쓰미    | 야쿠르트    | 3           |
| 외야수      | 오사나이 다카시▲   | 히로시마    | 2           |

| 퍼시픽 리그 | 퍼시픽 리그       | 퍼시픽 리그 | 퍼시픽 리그 |
| ----------- | ----------------- | ----------- | ----------- |
| 감독        | 모리 마사아키     | 세이부      |             |
| 코치        | 오기 아키라       | 긴테쓰      |             |
| 코치        | 곤도 사다오       | 닛폰햄      |             |
| 투수        | 니시자키 유키히로 | 닛폰햄      | 2           |
| 투수        | 마쓰누마 히로히사 | 세이부      | 5           |
| 투수        | 와타나베 히사노부 | 세이부      | 4           |
| 투수        | 아와노 히데유키   | 긴테쓰      | 3           |
| 투수        | 오노 가즈요시     | 긴테쓰      | 4           |
| 투수        | 사토 세이이치     | 닛폰햄      | 첫 출장     |
| 투수        | 사토 요시노리     | 오릭스      | 5           |
| 투수        | 호시노 노부유키   | 오릭스      | 3           |
| 투수        | 우시지마 가즈히코 | 롯데        | 5           |
| 투수        | 무라타 조지       | 롯데        | 13          |
| 포수        | 다무라 후지오     | 닛폰햄      | 4           |
| 포수        | 이토 쓰토무       | 세이부      | 6           |
| 포수        | 나카지마 사토시   | 오릭스      | 첫 출장     |
| 1루수       | 기요하라 가즈히로 | 세이부      | 4           |
| 2루수       | 오이시 다이지로   | 긴테쓰      | 7           |
| 3루수       | 마쓰나가 히로미   | 오릭스      | 6           |
| 유격수      | 다나카 유키오     | 닛폰햄      | 2           |
| 내야수      | 쓰지 하쓰히코     | 세이부      | 3           |
| 내야수      | 이시게 히로미치   | 세이부      | 9           |
| 내야수      | 부머 W.           | 오릭스      | 5           |
| 내야수      | 아이코 다케시     | 롯데        | 첫 출장     |
| 외야수      | 가도타 히로미쓰   | 오릭스      | 12          |
| 외야수      | 아키야마 고지     | 세이부      | 5           |
| 외야수      | 후지이 야스오     | 오릭스      | 첫 출장     |
| 외야수      | 아라이 히로마사   | 긴테쓰      | 3           |
| 외야수      | 야마모토 가즈노리 | 다이에      | 2           |
| 외야수      | M. 디아즈         | 롯데        | 첫 출장     |
| 외야수      | 다카자와 히데아키 | 롯데        | 5           |

- 굵은 글씨는 팬 투표로 선출된 선수, ▲는 출장 사퇴 선수 발생에 의한 보충 선수.

## 올스타전 경기 결과

### 1차전

#### 스코어
| 팀 | 1 | 2 | 3 | 4 | 5 | 6 | 7 | 8 | 9 | R | H | E |
| 퍼시픽 | 1 | 0 | 1 | 3 | 0 | 0 | 1 | 0 | 0 | 6 | 7 | 0 |
| 센트럴 | 0 | 0 | 0 | 0 | 0 | 0 | 0 | 0 | 0 | 0 | 3 | 1 |
| 승리 투수: 무라타 조지(롯데) 패전 투수: 니시모토 다카시(주니치) 홈런: 퍼시픽 – 다무라 후지오(닛폰햄·3회 1점), 후지이 야스오(오릭스·4회 2점), 야마모토 가즈노리(다이에·7회 1점) |   |   |   |   |   |   |   |   |   |   |   |   |

#### 출장 선수
| 퍼시픽 | 퍼시픽 | 퍼시픽            |
| 타순   | 수비   | 선수              |
| ------ | ------ | ----------------- |
| 1      | (중)   | 아키야마 고지     |
| 2      | (二)   | 오이시 다이지로   |
| 3      | (一)   | 부머 W.           |
| 4      | (좌)   | 가도타 히로미쓰   |
| 5      | (三)   | 기요하라 가즈히로 |
| 6      | (유)   | 마쓰나가 히로미   |
| 7      | (우)   | 후지이 야스오     |
| 8      | (포)   | 다무라 후지오     |
| 9      | (투)   | 무라타 조지       |

| 센트럴 | 센트럴 | 센트럴            |
| 타순   | 수비   | 선수              |
| ------ | ------ | ----------------- |
| 1      | (중)   | W. 크로마티       |
| 2      | (二)   | 쇼다 고조         |
| 3      | (三)   | 오치아이 히로미쓰 |
| 4      | (一)   | L. 패리쉬         |
| 5      | (유)   | 이케야마 다카히로 |
| 6      | (좌)   | 야마자키 겐이치   |
| 7      | (우)   | 히로사와 가쓰미   |
| 8      | (포)   | 나카무라 다케시   |
| 9      | (투)   | 니시모토 다카시   |

#### 수상 선수
MVP
- 무라타 조지(롯데)

### 2차전

#### 스코어
| 팀 | 1 | 2 | 3 | 4 | 5 | 6 | 7 | 8 | 9 | R | H | E |
| 센트럴 | 0 | 0 | 1 | 0 | 0 | 0 | 0 | 2 | 1 | 4 | 8 | 0 |
| 퍼시픽 | 0 | 0 | 1 | 0 | 0 | 0 | 0 | 0 | 0 | 1 | 6 | 0 |
| 승리 투수: 나가토미 히로시(히로시마) 패전 투수: 사토 세이이치(닛폰햄) 세이브: 쓰다 쓰네미(히로시마) 홈런: 센트럴 – 히코노 도시카쓰(주니치·3회 1점), 우노 마사루(주니치·9회 1점) 퍼시픽 – 부머 웰스(오릭스·3회 1점) |   |   |   |   |   |   |   |   |   |   |   |   |

#### 출장 선수
| 센트럴 | 센트럴 | 센트럴            |
| 타순   | 수비   | 선수              |
| ------ | ------ | ----------------- |
| 1      | (좌)   | 히코노 도시카쓰   |
| 2      | (二)   | 와다 유타카       |
| 3      | (三)   | 오카다 아키노부   |
| 4      | (一)   | L. 패리쉬         |
| 5      | (중)   | W. 크로마티       |
| 6      | (유)   | 이케야마 다카히로 |
| 7      | (우)   | 이노우에 신지     |
| 8      | (포)   | 나카무라 다케시   |
| 9      | (투)   | 구와타 마스미     |

| 퍼시픽 | 퍼시픽 | 퍼시픽            |
| 타순   | 수비   | 선수              |
| ------ | ------ | ----------------- |
| 1      | (우)   | 야마모토 가즈노리 |
| 2      | (중)   | 아라이 히로마사   |
| 3      | (一)   | 부머 W.           |
| 4      | (좌)   | 가도타 히로미쓰   |
| 5      | (三)   | 기요하라 가즈히로 |
| 6      | (유)   | 마쓰나가 히로미   |
| 7      | (二)   | 오이시 다이지로   |
| 8      | (포)   | 나카지마 사토시   |
| 9      | (투)   | 오노 가즈요시     |

#### 수상 선수
MVP
- 히코노 도시카쓰(주니치)

## 같이 보기
- 일본 프로 야구 올스타전
- 일본 야구 기구(주최)
- 산요 전기(특별 협찬)